# موريس لي
موريس لي (بالإنجليزية: Maurice Lee)‏ هو لاعب كرة قدم أمريكية أمريكي، ولد في 1981 في كليفلاند في الولايات المتحدة.